# Live in Japan (álbum de The Runaways)
Live in Japan es el primer álbum en vivo de la banda estadounidense The Runaways, lanzado en 1977. El disco fue lanzado inicialmente solo en tierras japonesas y en algunas otras regiones incluyendo a Canadá, Australia y Nueva Zelanda.

## Lista de canciones
1. "Queens of Noise" - 3:20
2. "California Paradise" - 2:54
3. "All Right You Guys" - 3:37
4. "Wild Thing" - 3:40
5. "Gettin' Hot" - 3:33
6. "Rock-N-Roll" - 3:58
7. "You Drive Me Wild" - 3:16
8. "Neon Angels on the Road to Ruin" - 3:32
9. "I Wanna Be Where the Boys Are" - 2:53
10. "Cherry Bomb" - 2:11
11. "American Nights" - 4:02
12. "C'mon" - 4:10

## Créditos
- Cherie Currie - voz
- Joan Jett - guitarra, voz
- Lita Ford - guitarra
- Jackie Fox - bajo
- Sandy West - batería